# Basòdino
Il Basòdino (Basodinärhorä in walser formazzino) è una montagna delle Alpi Lepontine alta 3.273 m. Si trova sulla catena che divide la Valle Maggia, nel Canton Ticino, dalla Val d'Ossola in Piemonte.

## Caratteristiche
Sul versante settentrionale della montagna si trova il ghiacciaio del Basodino.
Sulla cima della montagna, evidenziato da un centrino in bronzo, è collocato il punto geodetico della rete primaria IGM denominato 05A901 Monte Basodino.

## Salita alla vetta
La via normale di salita al Basodino parte da Riale e passa per il Rifugio Maria Luisa.